# クロウフォード遠征
クロウフォード遠征（クロウフォードえんせい、英: Crawford expedition、またはサンダスキー遠征、英: Sandusky expedition、クロウフォードの敗北、英: Crawford's Defeat）は、アメリカ独立戦争中の1782年、この戦争の最後期のものとして西部戦線で展開された作戦行動である。この遠征は戦中にアメリカ側軍隊と、敵対するインディアンおよびイギリス軍の双方が敢行した敵の集落に対する一連の襲撃の一つだった。ウィリアム・クロウフォード大佐が率いたこの作戦は、オハイオ領土のサンダスキー川沿いにある敵側インディアンの集落を破壊し、アメリカ人開拓者に対するインディアンの攻撃を終わらせようとしたものだった。
クロウフォードは大半がペンシルベニア出身の志願民兵約500名を率い、インディアンの領土深く侵攻し、インディアンを急襲する意図があった。デトロイトを本拠にしていたイギリス軍とその同盟インディアンは、アメリカ側の動きを察知し、対抗する勢力を集めた。サンダスキーの町近くで1日の戦闘が行われても決着が付かなかった後、アメリカ軍は自隊が取り囲まれているのが分かり、撤退を始めた。その撤退は潰走に変わったが、兵士の大半はペンシルベニアまで何とか戻ることができた。約70名のアメリカ兵が殺され、イギリス軍とインディアンの損失は少なかった。
この退却中、クロウフォード大佐とその部下の兵士不特多数が捕まった。インディアンはグナーデンヒュッテンの虐殺に対する報復としてこれら捕虜の多くを処刑した。グナーデンヒュッテンの虐殺とはその年早くに起こっていた事件であり、ペンシルベニア民兵によって罪もないインディアン約100人が殺されたものだった。クロウフォードの処刑は特に残酷なものとなった。少なくとも2時間は拷問された後、火炙りに処された。その処刑はアメリカ合衆国の中で広く報道され、既に歪が来ていたインディアンとヨーロッパ系アメリカ人の関係をさらに悪化させた。

## 背景
1775年にアメリカ独立戦争が始まると、オハイオ川がアメリカ植民地とオハイオ領土のインディアンとの不安定な境界になった。オハイオのインディアン、すなわちショーニー族、ミンゴ族、デラウェア族およびワイアンドット族はこの戦争にどう対応するかで態度が分かれた。インディアン指導者の中には中立を勧める者がおれば、アメリカ植民地の拡張を止める機会として、また植民地のために失っていた土地を取り戻す機会として捉えて戦争に参入する者もいた。
1777年にデトロイトにいたイギリスの役人がインディアン戦士を徴兵して武装させ、フロンティアにあるアメリカ人開拓地を襲わせた後に、境界部の戦争が拡大した。現在のケンタッキー州、ウェストバージニア州およびペンシルベニア州に行われたこれら襲撃によって不特定多数のアメリカ人開拓者が殺された。1777年11月、怒りが募っていたアメリカ人民兵隊が、ショーニー族の中立を主導していた指導者のコーンズトークを殺害した後、その緊張関係が高まった。オハイオのインディアンは、その暴力沙汰にも拘わらず、戦争の局外に留まることを期待していたが、その領土がデトロイトのイギリス軍とオハイオ川に沿ったアメリカ開拓地のまさに中間にあったので、中立は難しかった。
1778年2月、アメリカ側はオハイオ領土のイギリス軍の動きを無効化するために、最初の遠征隊を送った。エドワード・ハンド将軍はピット砦から500名のペンシルベニア民兵を率い、イギリス軍がインディアンの襲撃隊に配分する軍需物資を保管していたカユホガ川方面に向けて、当時は稀だった冬季の行軍を行った。しかし、悪天候のためにこの遠征隊は標的まで辿り着けなかった。その行軍の帰路、ハンドの部下の幾らかが刃向かっていないデラウェア族インディアンの集落を襲い、男性1人と数人の婦女子を殺害した。この中にはデラウェア族の酋長キャプテン・パイプの縁戚が含まれていた。非戦闘員だけを殺したので、この遠征隊は「女々しい攻撃隊」と嘲笑されるようになった。
キャプテン・パイプはその家族が攻撃されたにも拘わらず、報復を求めないと語った。その代わりに1778年9月にはデラウェア族とアメリカ合衆国の間に結ばれたピット砦条約の提唱者の一人になった。アメリカ側はデラウェア族とのこの合意により、アメリカ兵がデラウェア族の領土を通り過ぎてデトロイトを攻撃できると期待したが、先の条約の交渉相手であったデラウェア族の酋長ホワイトアイズが死んだ後に、その同盟は破綻をきたした。キャプテンパイプが突然アメリカ植民地人との同盟を捨て、その追随者を西のサンダスキー川に移動させ、そこでデトロイトのイギリス軍からの支援を受け始めた。
その後の数年間、アメリカ側とインディアンは開拓地を標的として互いに襲撃を繰り返した。1780年、何百人ものケンタッキー入植者が、イギリス・インディアン連合によるケンタッキー遠征で殺され捕虜にされた。1780年8月、これに反応したジョージ・ロジャース・クラーク率いる遠征隊が、マッド川沿いの2つのショーニー族集落を破壊したが、戦況を変えるまでには至らなかった。その後クラークはデトロイト遠征のための兵士を募集したが、オハイオ川沿いで100名の志願兵分遣隊がインディアンに急襲されて壊滅し（ラフリーの敗北）、その作戦を中止せざるを得なくなった。この時点までにデラウェア族の大半はイギリス側に付いたので、アメリカ軍のダニエル・ブロードヘッド大佐が1781年4月にオハイオ領土への遠征隊を率い、デラウェア族の町であるコショクトンを破壊した。デラウェア族の大半はサンダスキー川の好戦的な町に逃げた。
サンダスキー川沿いにある好戦的集落とアメリカ植民地軍のピット砦の間には、幾つかのキリスト教徒デラウェア族の村があった。これらの村はモラビア派宣教師デイビッド・ツァイスバーガーとジョン・ヘッケウェルダーによって治められていた。宣教師達は非戦闘員ではあったが、アメリカ植民地側の考え方に好意的であり、敵対するイギリス軍やインディアンの行動に関する情報をピット砦の指導部に教えていた。この情報漏えいを阻止するために、1781年9月、サンダスキーの敵対的ワイアンドット族やデラウェア族がキリスト教徒デラウェア族と宣教師達を強制的にサンダスキー川の新しい村（捕虜収容所）に移住させた。
1782年3月、デイビッド・ウィリアムソン中佐指揮下の160名のペンシルベニア民兵がオハイオ地方に入り、ペンシルベニア開拓者達を襲い続けているインディアンの戦士を見つけようとした。インディアンによる白人女性やその赤ん坊の陰惨な殺戮に怒りを覚えていたウィリアムソンの部隊は、グナーデンヒュッテンの村で約100人のキリスト教徒デラウェア族を拘束した。そのキリスト教徒デラウェア族（大半は女性と子供）は捕虜収容所からグナーデンヒュッテンに戻り、残していた穀物の収穫を行おうとしていた。ペンシルベニア民兵はキリスト教徒デラウェア族が開拓者達を襲い続けているインディアンを助けていたとして、ほとんど婦女子ばかり100名をハンマーで頭を割って殺してしまった。このグナーデンヒュッテンの虐殺と呼ばれるようになった事件は、その後にアメリカ軍がオハイオ地方に遠征を行ったときに重大な余波を生むことになった。

## 遠征の計画

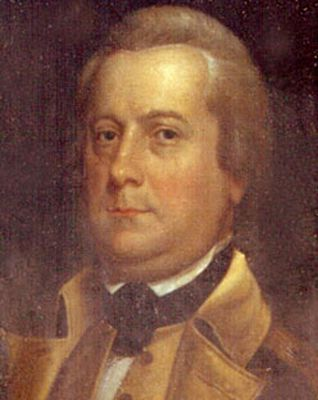
大陸軍の作戦行動には資源が欠けていたので、ウィリアム・アービン将軍はサンダスキー遠征に志願兵を進発させることに貢献した

1781年9月、ウィリアム・アービン将軍がピット砦を本部とする大陸軍西部方面軍の指揮官に指名された。チャールズ・コーンウォリス将軍の指揮下にあったイギリス軍主力は1781年10月にヨークタウンで降伏しており、事実上東部での戦争は終わり、西部での闘争が続いていた。アービンは、フロンティアに住むアメリカ人がデトロイトに向けて軍隊を進発させ、それまで続いていたインディアン戦士隊に対するイギリス軍の支援を終わらせることを望んでいるのを直ぐに理解した。アービンは事情の調査を行い、1781年12月2日に大陸軍総司令官ジョージ・ワシントンに宛てて次のような手紙を書いた。
ワシントンは、アービンの言う西部での戦争を終わらせるために、デトロイトを占領するか破壊するしかないという判断に同意した。1782年2月、アービンはワシントンに攻撃計画の詳細を送った。アービンは、2,000名の兵士、5門の大砲および輜重隊があれば、デトロイトを占領できると計算した。ワシントンは、財政が破綻した大陸会議ではこの作戦の費用を負担できないと回答し、「現時点で小規模の攻勢作戦でなければ実現できない」と記した。
大陸会議や大陸軍からの資源が得られないままに、アービンは志願兵達にその攻勢作戦を組み立てる許可を与えた。デトロイトはあまりに遠く、小規模作戦では立ち向かえなかったが、デイビッド・ウィリアムソンのような民兵はサンダスキー川沿いのインディアン集落ならば遠征が可能だと考えた。その遠征は少ない予算のものになった。志願兵はそれぞれが馬、ライフル銃、弾薬、食料などの装備を自ら整える必要があった。給与は2か月間の任務についてのみ支払われ、他にインディアンから略奪できるものが報酬となるはずだった。1782年5月12日にペンシルベニア西部でバプテストの牧師が襲われ、その妻と子供達が殺されて頭皮をはがれるという事件があり、インディアンの襲撃が続いていたので、志願兵に不足することは無かった。
ワシントンが消極的だったので、アービンは自ら遠征隊を率いて行く権限を与えられていないと考えた。しかし、作戦立案にはその影響力を行使した。志願兵の指揮官に選ばれるはずの者に次のような詳細な指示を記した。

## 遠征隊の編成

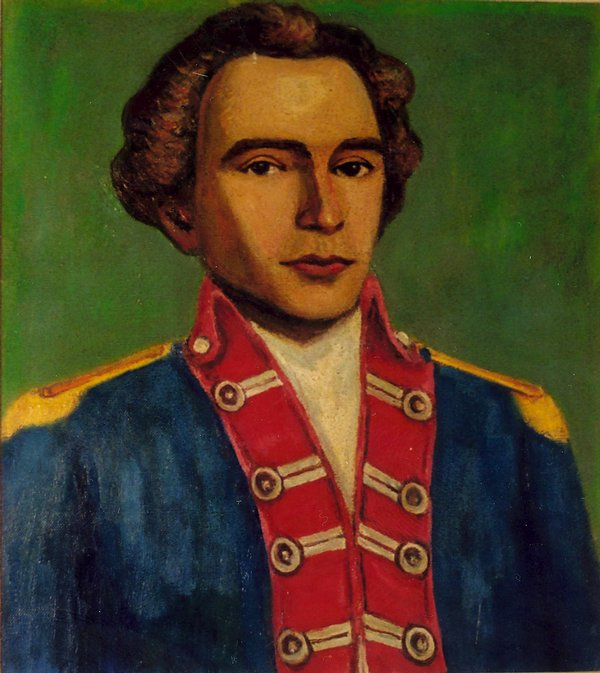
ウィリアム・クロウフォード大佐、この絵では35歳、ジョージ・ワシントンと長い友人であり、インディアンと戦うことではベテランだった。引退していたが、サンダスキー遠征を率いるために駆り出された

1782年5月20日、オハイオ川のインディアン領土側にあるミンゴボトム（現在のオハイオ州ミンゴジャンクション）の集合地点に志願兵達が集まり始めた。彼らは大半がアイルランド系とスコットランド・アイルランド系の若者であり、主にペンシルベニアのワシントン郡とウェストモアランド郡の出身だった。多くの者は大陸軍の古参兵だった 。この遠征隊に参加した兵士の正確な人数は不明である。ある士官が5月24日にアービンに宛てて送った書類では480名の志願兵がいると記されていたが、その後他にも参加した者がおり、総勢は500名以上になった。この部隊に与えられた任務は気の進まない性格のものだったので、志願兵の多くは出発前に「遺言状」を作成した。
この遠征は志願により、正規軍の作戦行動ではなかったので、兵士達がその士官を選出した。司令官となる候補者はグナーデンヒュッテン遠征を指揮した民兵大佐のデイビッド・ウィリアムソンと、一度は退役した大陸軍大佐のウィリアム・クロウフォードだった。クロウフォードはワシントンの友人で土地管理人であり、経験を積んだ軍人であり、フロンティアの経験があった。この種の作戦でもベテランであり、1774年のダンモアの戦争のときはミンゴ族集落2つを破壊していた。また失敗した「女々しい攻撃隊」にも参加していた。
50歳のクロウフォードは志願することを躊躇したが、アービン将軍の要請に応じることにした。ウィリアムソンは民兵の間で人気があったが、グナーデンヒュッテンの虐殺を許したためにアービンのような正規軍士官の覚えが悪かった。アービンは以前の遠征の失敗をさけるために、指揮官としてクロウフォードが選ばれるのを好むと明らかにした。激戦となった選挙は僅差となった。クロウフォードが235票、ウィリアムソンが230票だった。クロウフォード大佐が指揮官となり、ウィリアムソンは少佐の資格で副指揮官となった。その他少佐となったのはジョン・マクレランド、トマス・カッディス、およびジェイムズ・ブレントンとジョセフ・ブリントンのどちらかだった。
クロウフォードの要請により、アービンは大陸軍士官であるジョン・ナイト博士を軍医として遠征に同行させることを認めた。その他アービンの参謀から志願した者として、自身をジョン・ローズと呼ぶ貴族的な物腰の外国人がいた。ローズはクロウフォードの副官になることを求めた。アービン将軍も数年後まで知らなかったことだが、このローズはロシア帝国のバルト・ドイツ人貴族、グスターヴ・ローゼンタール男爵であり、決闘で人を殺したあとにアメリカに逃亡してきていた。ローゼンタールはアメリカ独立戦争でアメリカ側のために戦ったことが分かっている唯一のロシア人である。

## サンダスキー川への行軍

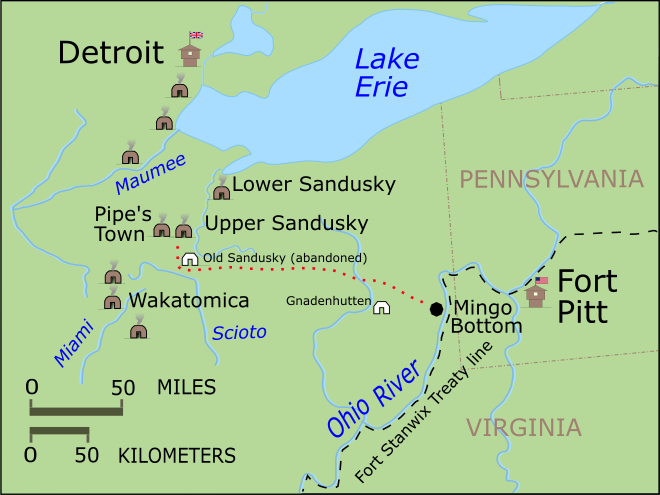
クロウフォード遠征の経路

クロウフォードの志願兵隊は1782年5月25日に30日分の食料を持ってミンゴボトムを出発した。アービン将軍はこの作戦を立てる時にサンダスキー川まで175マイル (282 km) を7日間で行けると見積もっていた。この作戦は意気揚々と始められた。志願兵の中には「ワイアンドット族全てを掃滅する」つもりだと豪語する者もいた。
あまり訓練されていない素人兵士としての民兵によくあったように、軍事的な規律を維持することが難しかった。兵士達はその食料を浪費し、命令に反して野生動物に向かってマスケット銃を放つことも多かった。朝にキャンプを引き払うのも鈍く、警備の順番を忘れることもしばしばだった。クロウフォードも予想されたほど有能な指揮官ではないことが分かった。ローズは、作戦会議でクロウフォードが「支離滅裂な話し方をし、物事を混乱したまま提案し、他の者を自分の意見に説得することができない」と記していた。この遠征は指揮官達が次に何をするか議論するためにしばしば停止した。志願兵の中には気力を失い脱走する者が出てきた。
オハイオ地方を横切る旅はほとんどが森を抜けて行くものだった。志願兵達は当初4列縦隊で行軍していたが、深い下藪のために2列しか組めなくなった。6月3日、クロウフォードの兵士達はサンダスキー平原の開けた土地に出てきた。そこはサンダスキー川下流のプレーリー地帯だった。翌日、敵を見つけると期待していたワイアンドット族集落であるアッパーサンダスキーに到着した。しかし、そこは放棄されていることが分かった。クロウフォード隊は知らなかったが、ワイアンドット族はその集落を8マイル (13 km) 北に移していた。新しいアッパーサンダスキーの集落は「ハーフ・キングス・タウン」とも呼ばれ、現在のオハイオ州アッパーサンダスキーに近く、キャプテン・パイプの集落（現在のオハイオ州キャリー）にも近かった。クロウフォード隊はキャプテン・パイプの集落が近くにあることを気付いていなかった。
クロウフォード隊の士官達は作戦会議を開いた。ある者は、集落が放棄されていることはインディアンが遠征隊の存在を知っているのであり、どこか他でその戦力を集中させていると主張した。またある者は遠征を中止し即座に帰路につきたいと言った。ウィリアムソンは50名を率いて放棄された集落を燃やす許可を求めたが、クロウフォードは部隊を分割したくなかったので、これを斥けた。この作戦会議では、その日の残りも行軍を続けるが、それ以上は行かないことに決められた。部隊が昼食を摂るために停止したとき、ジョン・ローズが斥候隊を率いて北に派遣された。間もなく2人の兵士が戻り、クロウフォード隊に向かって進軍してきていたインディアンの大部隊と斥候隊が小競り合いを演じていると報告した。

## イギリス軍とインディアンの準備
アービン将軍は遠征の計画を立てるときに、クロウフォードに「成功する最善の機会は、可能ならばサンダスキーに対して急襲を掛けることだ」と忠告していた。しかし、イギリス軍とインディアは、クロウフォード隊がミンゴボトムを出発する前からこの遠征隊について知っていた。捕虜にしたアメリカ兵からの情報によって、4月8日に悪名高いイギリスのエージェント、サイモン・ガーティがクロウフォード隊の計画を正確にデトロイトに報告させていた。
デトロイトのイギリス・インディアン部の役人はそれに従って行動の準備をした。デトロイトの指揮をしていたのはアレント・スカイラー・ドペイスター少佐であり、イギリス領北アメリカ総督のフレデリック・ハルディマンドの部下だった。ドペイスターはインディアンと密接な関係を維持していたガーティ、アレクサンダー・マッキーおよびマシュー・エリオットのようなエージェントを使って、オハイオ地方におけるイギリス軍とインディアンの軍事行動を調整していた。5月15日にデトロイトで開催された作戦会議で、ドペイスターとマッキーは集まったインディアン指導者達にサンダスキー遠征隊のことを告げ、彼らに「大部隊を作って彼らを撃退する準備をするよう」忠告した。マッキーはグレートマイアミ川バレーのショーニー族集落に派遣され、アメリカ侵略軍を撃退するための戦士を募集することになった。ウィリアム・コールドウェル大尉がバトラーズ・レンジャーズの騎馬中隊とともにサンダスキーに派遣され、またデトロイト地域の多くのインディアンがマシュー・エリオットに率いられて出発した。
インディアンの斥候が当初から偵察を続けていた。クロウフォード隊がオハイオ地方に入るやいなや、警告がサンダスキーに送られた。クロウフォード隊が接近してくると、ワイアンドット族とデラウェア族集落の婦女子は近くの谷に隠され、イギリス人毛皮交易業者はその商品をまとめて町から大急ぎで出て行った。6月4日、キャプテン・パイプが指導するデラウェア族と「副王」ダンカットが指導するワイアンドット族はミンゴ族の幾らかの者とともに、アメリカ軍に対抗する部隊を結成した。その勢力は200ないし500名と推計されている。イギリス軍の援軍が近くにいたが、南からのショーニー族は翌日まで到着できないことが予測された。クロウフォード隊の斥候隊が現れたとき、パイプのデラウェア族が彼らを追撃したが、ワイアンドット族は一時的に後退した。

## サンダスキーの戦い

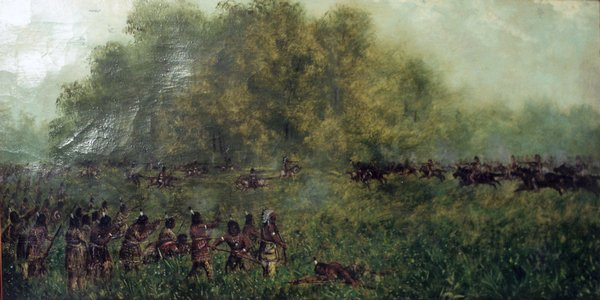
「バトルアイランド」での戦いの様子、Frank Halbedel画、1880年頃

### 6月4日、「バトルアイランド」
クロウフォード遠征隊の最初の小競り合いは1782年6月4日午後2時に始まった。ジョン・ローズが率いる斥候隊がサンダスキー平原でキャプテン・パイプのデラウェア族と遭遇し、戦いながら後退して物資を保管していた木立の藪に退いた。この斥候隊は圧倒される可能性があったが、間もなくクロウフォードの主力の援護を受けた。クロウフォードは兵士達に馬を降りて、インディアンを森の中から追い出すように命じた。激しい戦いが続いた後、クロウフォード隊は木立を占有することができた。そこは後に「バトルアイランド」と呼ばれた。
この小競り合いは午後4時までに総力戦になった。クロウフォード隊がキャプテン・パイプのデラウェア族を森から平原に追い出した後、デラウェア族にはダンカットのワイアンドット族の援軍が加わった。エリオットも戦場に到着し、デラウェア族とワイアンドット族の協調を採らせた。キャプテン・パイプのデラウェア族がうまくクロウフォード隊の側面を衝きさらに後方から攻撃した。数人のインディアンはプレーリーの高い草に隠れてクロウフォード隊の前線に接近した。これに反応したアメリカ兵は樹に登って彼らを狙撃できるようにした。硝煙があたりに立ち込め視野が悪くなった。絶え間ない戦闘が3時間半続いた後、夜が近づいたのでインディアンは次第に攻撃を控えるようになっていった。両軍共に武器を抱えたまま眠り、夜襲を掛けられないよう陣地の周りにあかあかと火を焚いた。
初日の戦闘でクロウフォード隊は5名が戦死し、19名が負傷していた。イギリス軍とインディアンは5名が戦死、11名が負傷だった。クロウフォード隊の志願兵はインディアンの死体数体の頭皮を剥ぎ、一方インディアンはアメリカ兵の死体から衣服を剥ぎ、少なくとも1名の頭皮を剥いだ。この夜にペンシルベニア兵15名が脱走し、故郷に辿りついて、クロウフォード隊は「粉々に砕けた」と報告した。

### 6月5日、援軍

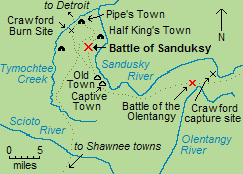
サンダスキー地域の重要な拠点と出来事を示す図

交戦は6月5日早朝に再開された。インディアンは接近していなかったが、200ないし300ヤード (180 - 270 m) の距離に留まっていた。このような長射程では滑腔マスケット銃を使う両軍には弾の無駄な浪費になった。クロウフォード隊はインディアンが前日に大きな損失を蒙ったので後方に下っていると考えた。実際にはインディアンは時間稼ぎをしており、援軍が到着するのを待っていた。クロウフォードはその木立の陣地を保持し、夜間にインディアンに急襲を掛けることに決めた。この時点では成功を確信していたが、兵士達は弾薬や水が枯渇しかけていた。イギリス軍のエージェントかつ通訳のサイモン・ガーティが白旗を持って馬で乗り駆け、クロウフォード隊に降伏を要求したが、即座に拒否された。
その日の午後、クロウフォード隊は約100名のイギリス軍レンジャー隊がインディアンと共に戦っていることにやっと気付いた。彼らは最初から監視されていたことに気付いていなかったので、このような短期間にデトロイトのイギリス軍が戦闘に参加できていることに驚かされた。クロウフォード隊がこのことを議論している間に、アレクサンダー・マッキーがブラックスネークの指揮するショーニー族約140名を連れて到着しクロウフォード隊の南側に陣取ったので、実質的にクロウフォード隊を取り巻く形になった。ショーニー族は繰り返し空中に向けてマスケット銃を放った。これは「ヒュー・ド・ジョワ」（喜びの発砲）と呼ばれる力を示す儀式であり、クロウフォード隊の士気を震撼させた。ローズは、この「ヒュー・ド・ジョワ」で我々の仕事は終わったと回想している。クロウフォード隊はその周りを囲んだ敵が大勢なので、対抗を続けるよりも暗くなってからの撤退を選んだ。死者は埋葬され、それが見つかって冒涜されることを避けるために墓の上に火が燃やされた。撤退の準備のために重傷者は担架に乗せられた。
その夜、クロウフォード隊は密かに戦場からの撤退を始めた。インディアンの斥候がその動きを察知して攻撃し、混乱を生んだ。志願兵の多くが暗闇に紛れていなくなり、小集団に分かれた。クロウフォードは息子のジョン、義理の息子のウィリアム・ハリソン、および甥で同じ名前のウィリアム・クロウフォードといった一族のことが心配になり始めた。ナイト博士と共に戦場近くに残って兵士達が通り過ぎるのを見ながらその一族を探したが、見つからなかった。クロウフォードは民兵が彼の命令に反して負傷者を置き去りにしていったことに怒った。全ての兵士が立ち去った後、クロウフォードとナイトは他の2人の者とともに最後に出発したが、結局主力部隊を見つけることができなかった。

### 6月6日、オレンタンジーの戦い
6月6日の朝日が昇ったとき、約300名のアメリカ兵が放棄されたワイアンドット族集落に到着した。クロウフォード大佐の行方が分からなかったので、ウィリアムソンが指揮を執った。退却するアメリカ兵にとって幸運だったのは、イギリス軍とインディアンの総指揮を執っていたコールドウェルが両脚を負傷したのでその追撃が組織だっていなかったことだった。退却が続く中で、サンダスキー平原の東端、オレンタンジー川の支流近くでインディアン部隊が遂にアメリカ軍主力に追い付いた。攻撃が始まったときにアメリカ兵の中には逃げ出す者もおれば、混乱の中で動きまわる者もいた。しかしウィリアムソンは志願兵の小部隊とともに立ちはだかり、1時間の戦闘の後にインディアン部隊を追い返した。この「オレンタンジーの戦い」で3名が戦死し、8名が負傷した。インディアンの損失については不明である。
アメリカ軍は死者を埋葬し、撤退を再開した。インディアンとイギリス軍レンジャー部隊がこれを追跡し、長射程から時たま発砲した。ウィリアムソンとローズは、秩序ある撤退が生きて故郷に帰られる唯一の方法だと兵士達に警告し、部隊の大半を纏め続けた。その日のアメリカ兵は、ある者は徒歩で30マイル (48 km) 以上落ち延びて、宿営した。翌日、アメリカ軍の落伍者2名がインディアンに捕まり、おそらくその場で殺されたと見られており、その後インディアンとレンジャー部隊は追跡を止めた。アメリカ軍主力は6月13日にミンゴボトムに到着した。その後数日間に多くの落伍兵が三々五々到着した。結局70名のアメリカ兵が遠征から戻らなかった。

## 捕虜の運命
ウィリアムソンとローズがその主力と共に撤退している間、クロウフォード、ナイトおよび他に4名の落伍者は現在のオハイオ州クロウフォード郡のサンダスキー川に沿って南に下っていた。6月7日、彼らは戦場から約28マイル (45 km) 東でデラウェア族の1隊に出くわした。ナイトがその銃を向けたが、クロウフォードが発砲しないように告げた。クロウフォードとナイトはこれらデラウェア族の数人を知っていた。彼らはウィンゲナンドという戦闘指導者の率いるバンドの一部だった。クロウフォードとナイトは捕虜となったが、他の4人の兵士は逃亡した。このうち2人は後に追い詰められて殺され、頭皮を剥がれた。
アメリカ独立戦争の間、インディアンに捕まえられた捕虜はデトロイトでイギリス軍に身請けされるか、インディアン部族の中で養子になるか、奴隷にされるか、あるいは単純に殺されるかだった。しかし、グナーデンヒュッテンの虐殺の後、オハイオのインディアンはその手に落ちたアメリカ兵捕虜を全て殺すことにしていた。サンダスキー遠征の後で処刑されたアメリカ兵の数は分かっていない。それは、捕虜の一人が生き延びて人に話さない限り、その最期が記録として残されなかったからである。
即座に処刑された者もおれば、拷問された後に殺された者もいた。大衆の面前での捕虜の拷問は、東部森林地帯の多くのインディアン部族にとって伝統的な儀式だった。捕虜は何時間も、場合によっては数日も耐え難い拷問を忍ばなければならなかったと見られている。イギリス・インディアン部はその影響力を行使して捕虜の拷問と殺害を止めさせるように動き、幾らかは成功していたが、1782年のインディアンはまさにグナーデンヒュッテンの報復のために儀式としての拷問を復活させた。

### クロウフォードの処刑
クロウフォードとナイトは6月7日にウィンゲナンドのキャンプに連れて行かれた。そこには他に9名の捕虜が居た。6月11日、キャプテン・パイプは捕虜の顔を黒に塗らせた。これは捕虜を処刑する伝統的な印だった。捕虜達はティモクテー・クリーク沿いのデラウェア族集落、現在のオハイオ州クロウフォード村に移動した。その道中、4名の捕虜はトマホークで殺され、頭皮を剥がれた。戦士たちが停止すると、残っていた7名の捕虜は座らされ、クロウフォードとナイトは他の5名と離れた位置に置かれた。デラウェア族の婦女子が他の5名をトマホークで殺害し、そのうちの一人の首をはねた。少年達はクロウフォードとナイトの目の前で犠牲者の頭皮を剥ぎ、血に塗れた頭皮を叩いた。

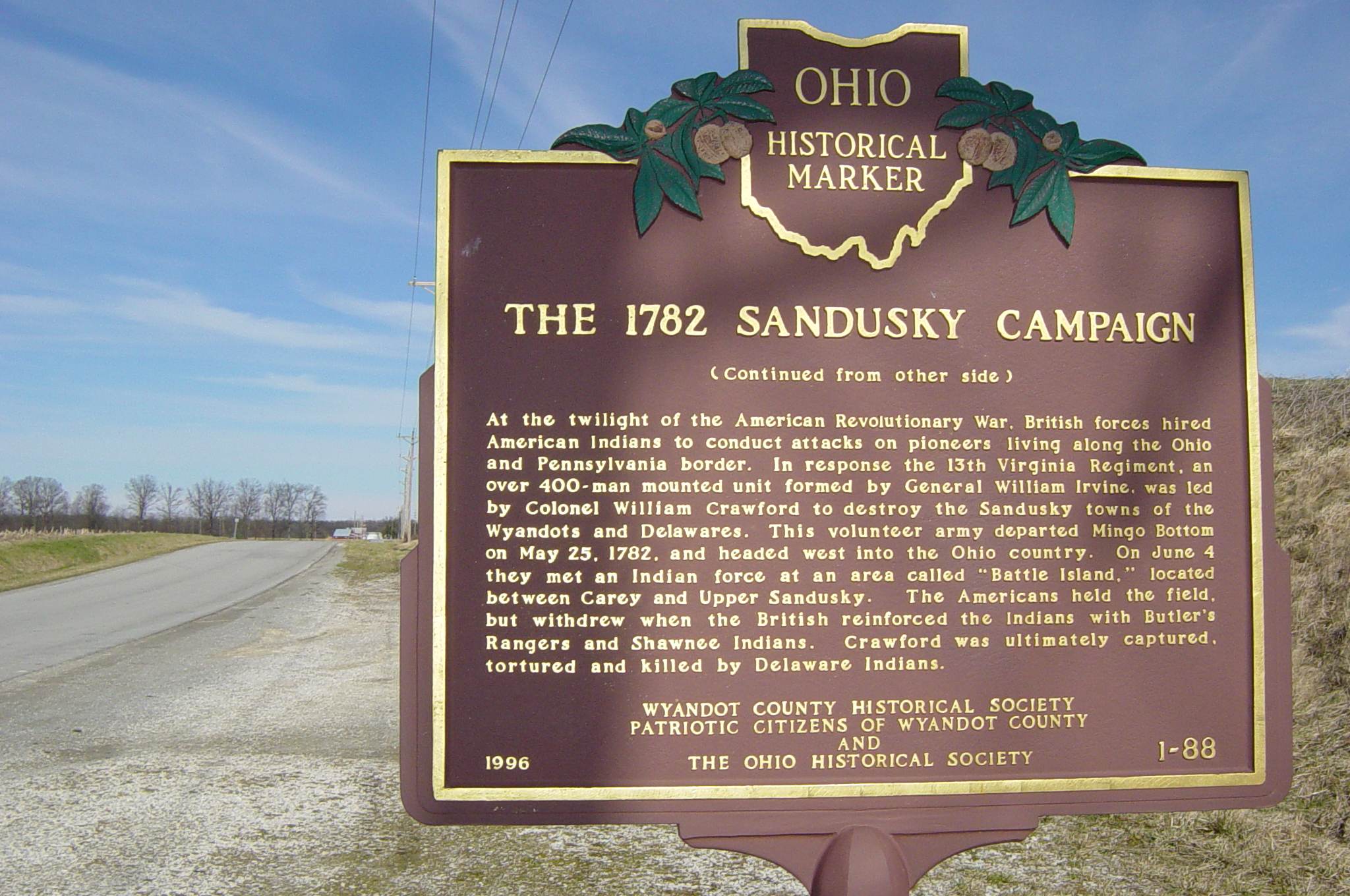
クロウフォード大佐が火刑に処された場所にオハイオ州歴史協会が立てた標識、オハイオ州ワイアンドット郡

デラウェア族集落にはアメリカ軍指揮官の処刑を見るために約100人の男、女および子供達が集まっていた。ダンカットとワイアンドット族数人も出席していた。またサイモン・ガーティやマシュー・エリオットも居た。キャプテン・パイプはクロウフォードを1778年のピット砦条約のときから知っており、群集に向かってクロウフォードはグナーデンヒュッテンの殺害を実行した多くの者達を指揮している時に捕獲されたと告げた。クロウフォード自身は虐殺に関わっていなかったが、キャプテン・パイプの縁戚数人が殺された「女々しい攻撃隊」には参加していた。キャプテン・パイプは明らかにこのことを言っていた。
キャプテン・パイプの演説後、クロウフォードは裸にされて殴られた。その両手は後手に縛られ、その縄は地上に立つ柱に括り付けられた。柱から約6ないし7ヤード (約6 m) に大きな焚き火が点けられた。インディアンの男達がクロウフォードの体に弾薬を撃ちこみ、両耳を切り取った。クロウフォードは焚き火から持ってきた薪で炙られ、熱い石炭を投げつけられ、その上を歩かされた。クロウフォードはガーティに射殺してくれるよう懇願したが、ガーティは干渉することに気が進まず、あるいはそうすることを恐れていた。約2時間の拷問後クロウフォードは気絶した。クロウフォードの頭皮が剥がされ、一人の女が熱い石炭をその頭に注ぐと、クロウフォードは意識を取り戻した。拷問が続く間、無意識のまま歩き周り始めた。クロウフォードが遂に死ぬと、その遺骸は燃やされた。
その翌日、ナイトは処刑されることになっているショーニー族の集落に連れて行かれた。その途中で、ナイトは丸太で護衛を打ち倒し、なんとか逃げ延びることができた。ナイトは徒歩でペンシルベニアまで戻ることに成功した。7月4日にある猟師たちがナイトを発見したときまでに、健康を害し、ほとんど明確に話すこともできなかった。猟師たちはナイトをマッキントッシュ砦まで連れ帰った。

### ワパトミカ処刑
クロウフォードが処刑されたのと同じ日、少なくとも6名のアメリカ兵捕虜が2つのグループに別れ、マッド川沿いのワパトミカ、現在のオハイオ州ローガン郡にあったショーニー族の集落に連れて行かれた。この捕虜の中には遠征隊の中で第4位の指揮権があったジョン・B・マクレランド少佐、ウィリアム・ハリソン（クロウフォードの義理の息子）および兵卒のウィリアム・クロウフォード（クロウフォードの甥）も含まれていた。6名のうち、マクレランド、ハリソン、クロウフォードを含む4名は顔を黒く塗られた。村人達は伝令から、次に来る捕虜達が2列で来ることを知らされていた。捕虜達は集会所まで約300ヤード (270 m) の距離をガントレットの間を走らされた。捕虜達が走りすぎるとき、村人達は彼らを棍棒で殴り、とくに顔を黒く塗られた捕虜に集中した。顔を黒く塗られた捕虜はトマホークで死ぬまで殴られた後に、その体を切り刻まれた。その頭部と手足は町の外れにある柱の側に積まれた。捕虜の一人、ジョン・スローバーという斥候はマカチャック（現在のオハイオ州ウェストリバティ）に連れて行かれたが、火刑に処される前に逃亡した。彼は裸のまま、馬を盗んでそれが疲れ果てるまで乗り進み、その後は足で走って7月10日にピット砦に辿りついた。帰還した最後の生き残りだった。

## 遠征の後

### 戦争の最期の1年
クロウフォードの遠征の失敗はアメリカのフロンティアに警鐘を与え、多くのアメリカ人はインディアンが大胆になって一連の襲撃を新たにするのではないかと恐れた。アメリカにとってそれ以上の敗北は無かったもののアパラチア山脈より西側にいたアメリカ人にとって、1782年は「流血の年」と呼ばれるようになった。1782年7月13日、ミンゴ族の指導者グヤスタが100名のインディアンとペンシルベニアのイギリス側志願兵幾らかを率い、ペンシルベニアのハンナズタウンを破壊し、開拓者9人を殺し、12人を捕虜にした。この戦争の間にペンシルベニア西部でインディアンから受けた最も深刻な打撃になった。
ケンタッキーでは、アメリカ人が防御を進める中で、コールドウェルとその同盟インディアンが大きな攻勢の準備を行っていた。1782年7月、1,000名以上のインディアンがワパトミカに集結したが、斥候の報告でジョージ・ロジャース・クラークがケンタッキーからオハイオ領土に侵略する準備をしていることがわかり、遠征は中止された。インディアンの大半は即座にあると思われた侵略の情報が嘘だと分かったあとに散開したが、コールドウェルは300名のインディアンを率いてケンタッキーに入り、8月のブルーリックスの戦いで大きな打撃を与えた。コールドウェルはブルーリックスでの勝利の後、アメリカ合衆国とイギリスが和議を行っていたので作戦を止めるよう命令された。アービン将軍は最終的に自ら軍を率いてオハイオ領土に遠征する許可を得ていたが、和平条約の噂が流れて実行の熱が薄れ、実行されることはなかった。11月、ジョージ・ロジャース・クラークがオハイオに最後の攻撃を行い、いくつかのショーニー族の集落を破壊したが、住人に大きな被害は出なかった。
締結されることになる和平条約の詳細が1782年遅くに知らされた。イギリス軍とインディアンが守ることに成功したオハイオ領土については、イギリスからアメリカ合衆国に割譲されていた。イギリスはこの件についてインディアンに何の相談もしなかったし、条約の中でインディアン達のことはどこにも触れられていなかった。インディアンにとってアメリカ人開拓者との闘争は北西インディアン戦争で再開されることになったが、このときは同盟イギリス軍の援助が無いままだった。

### クロウフォードの死が与えた影響
クロウフォードの死はアメリカ合衆国の中で広く報道された。「クロウフォードのインディアンによる敗北」と題するこの遠征に関するバラードが人気を呼び、長く伝えられた。1783年、ジョン・ナイトによるクロウフォードの拷問に関する証言録が出版された。ナイトの証言の編集者ヒュー・ヘンリー・ブラッケンリッジは、クロウフォードの裁判と、グナーデンヒュッテン虐殺に対する報復でクロウフォードが処刑されたという記述を全て削除した。歴史家のパーカー・ブラウンに拠れば、ブラッケンリッジはインディアンの士気を抑えることで、「悪意に満ちた反インディアン、反イギリス情報宣伝の記述を大衆の注目と愛国心を高めるように計算されたもの」に作り上げることができた。ブラッケンリッジはその序文の中で、その証言がなぜ出版されるようになったかについて次のように明確にしている。
ナイトの証言は彼が意図したようにインディアンに対する人種的反感を増長し、その後の80年間、特にアメリカ人とインディアンの間の暴力的な遭遇がニュースになるたびに再版を重ねた。アメリカのフロンティの者達はしばしばインディアンの捕虜を殺したが、大半のアメリカ人はインディアンの文化を彼らが拷問を使うために野蛮なものと見なした。クロウフォードの死はインディアンを「野蛮人」と見なす認識を大いに補強することになった。アメリカ人の記憶の中で、クロウフォードに与えられた拷問の詳細は、グナーデンヒュッテン虐殺のようなアメリカ人の行った残虐行為を隠してしまった。残虐なインディアンのイメージが共有されるものとなり、コーンズトークやホワイトアイズのような和平を進めたインディアン指導者達の努力は忘れられるしかなかった。

## 関連図書
出版された一次史料
- Brackenridge, H. H., ed. Indian Atrocities: Narratives of the Perils and Sufferings of Dr. Knight and John Slover, among the Indians during the Revolutionary War, with Short Memoirs of Col. Crawford & John Slover. Cincinnati, 1867. Knight and Slover's captivity narratives, often printed under various titles and in other collections, including A Selection of the Most Interesting Narratives of Outrages Committed by the Indians… (ed. Archibald Loudon, 1808). See .pp.723-744 Pennsylvania in the War of the revolution
- Butterfield, C. W., ed. Washington-Irvine Correspondence: The official letters which passed between Washington and Brig-Gen. William Irvine and between Irvine and others concerning military affairs in the West from 1781 to 1783. Madison, Wisconsin: Atwood, 1882.

記事
- Bailey, De Witt. "British Indian Department". The American Revolution, 1775–1783: An Encyclopedia 1:165–77. Ed. Richard L. Blanco. New York: Garland, 1993. ISBN 0-8240-5623-X.
- Brown, Parker B. "The Search for the William Crawford Burn Site: An Investigative Report". Western Pennsylvania Historical Magazine 68 (January 1985): 43–66.

書籍
- Allen, Robert S. His Majesty's Indian Allies: British Indian Policy in the Defense of Canada. Toronto: Dundurn, 1992. ISBN 1-55002-184-2.
- Wetter, Mardee de. Incognito, An Affair of Honor. Barbed Wire Publishing, 2006. ISBN 1-881325-82-2. A biography of Baron Rosenthal ("John Rose").